# Liste der Kantone im Département Moselle
Das Département Moselle liegt in der Region Grand Est in Frankreich. Es untergliedert sich in fünf Arrondissements mit 27 Kantonen (französisch cantons).
Siehe auch: Liste der Gemeinden im Département Moselle

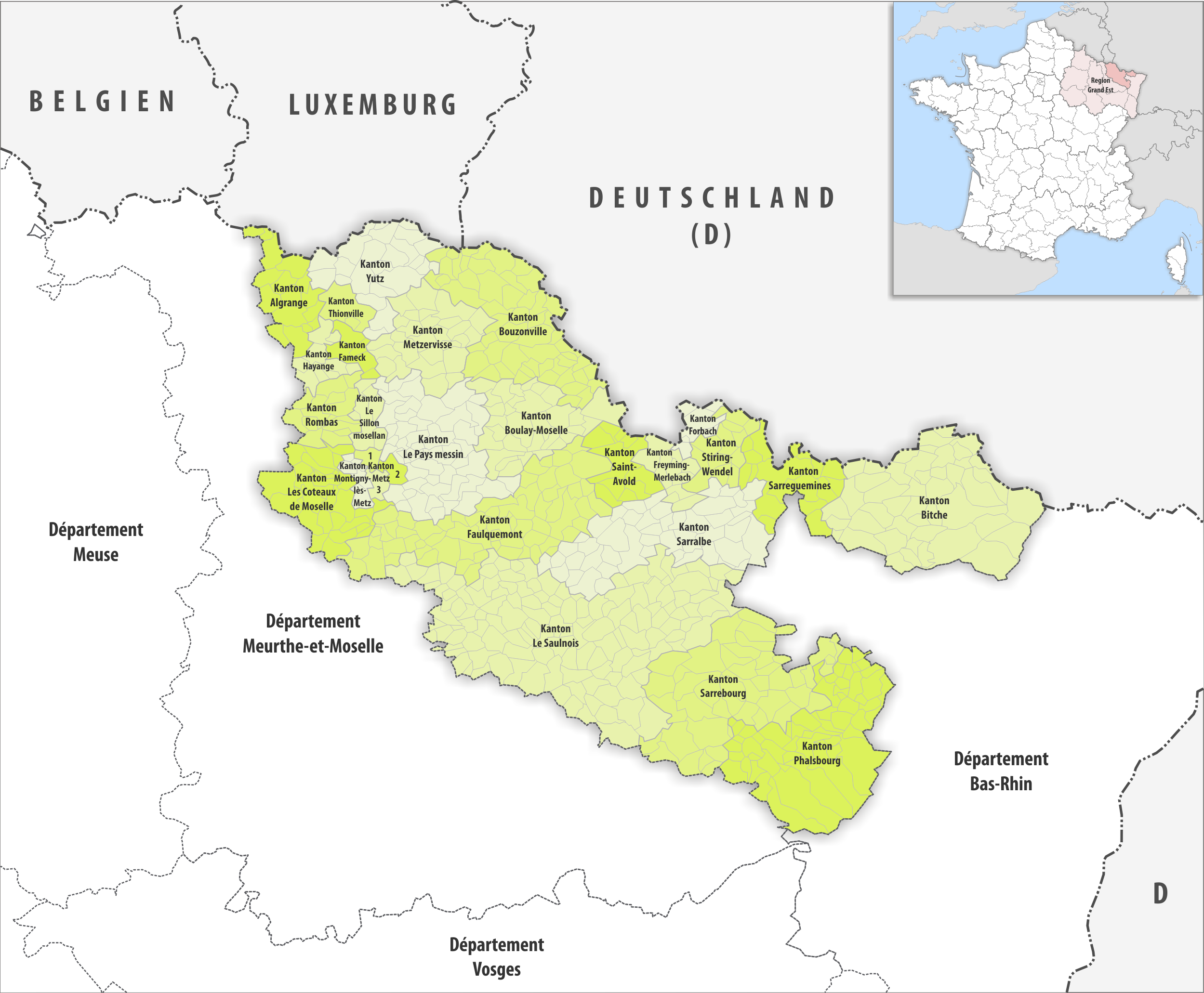
Gemeinden und Kantone im Département Moselle

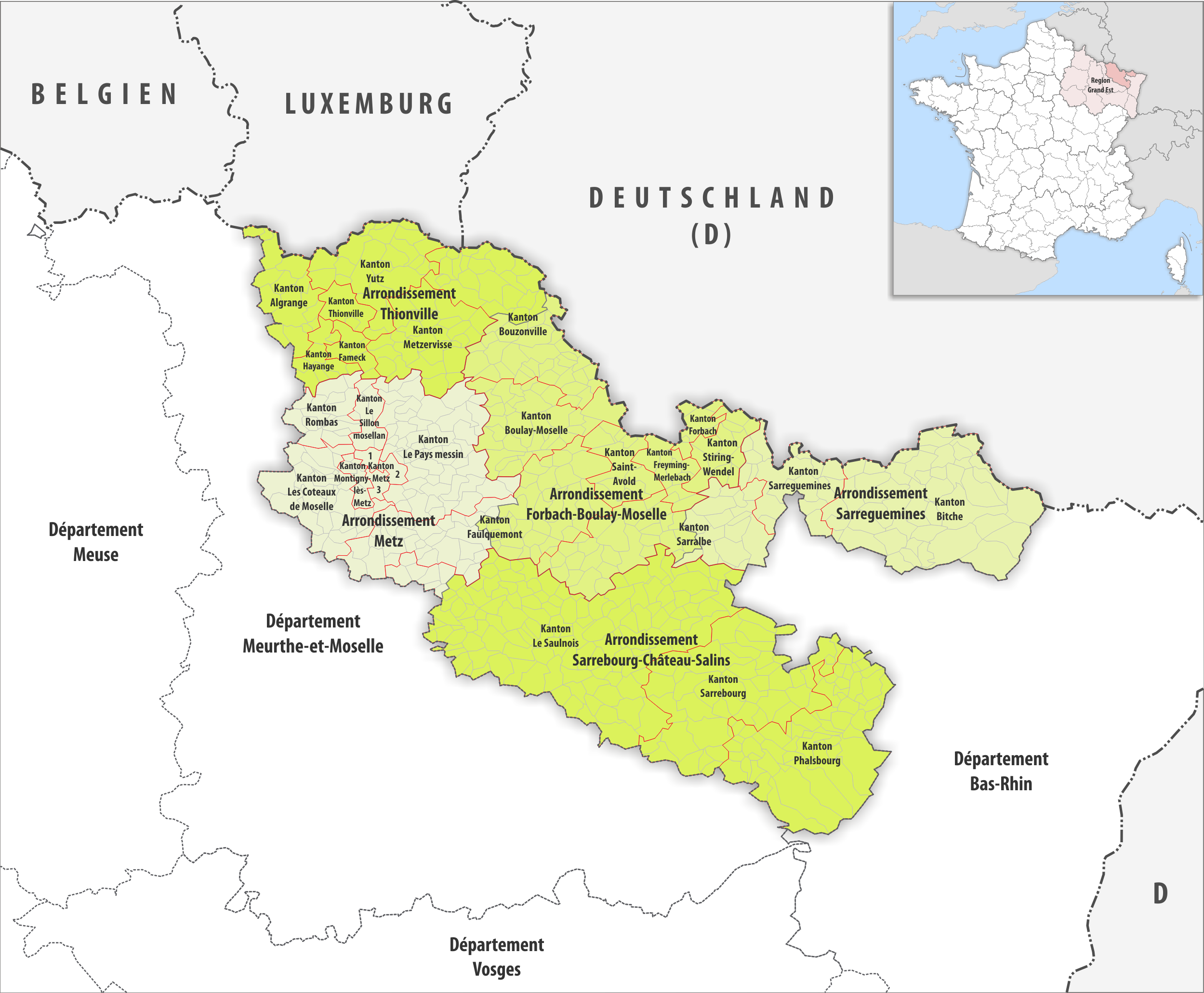
Gemeinden, Arrondissemente und Kantone im Département Moselle

| Kanton                 | Gemeinden | Einwohner 1. Januar 2022 | Fläche km² | Dichte Einw./km² | Code INSEE | Arrondissement(e)                     |
| ---------------------- | --------- | ------------------------ | ---------- | ---------------- | ---------- | ------------------------------------- |
| Algrange               | 16        | 41.541                   | 150,15     | 277              | 5701       | Thionville                            |
| Bitche                 | 46        | 33.184                   | 602,37     | 55               | 5702       | Sarreguemines                         |
| Boulay-Moselle         | 31        | 31.875                   | 242,79     | 131              | 5703       | Forbach-Boulay-Moselle                |
| Bouzonville            | 54        | 34.171                   | 400,71     | 85               | 5704       | Forbach-Boulay-Moselle, Thionville    |
| Les Coteaux de Moselle | 27        | 35.931                   | 220,60     | 163              | 5705       | Metz                                  |
| Fameck                 | 5         | 41.535                   | 43,74      | 950              | 5706       | Thionville                            |
| Faulquemont            | 61        | 39.828                   | 474,24     | 84               | 5707       | Forbach-Boulay-Moselle, Metz          |
| Forbach                | 7         | 39.103                   | 41,94      | 932              | 5708       | Forbach-Boulay-Moselle                |
| Freyming-Merlebach     | 11        | 31.361                   | 74,30      | 422              | 5709       | Forbach-Boulay-Moselle                |
| Hayange                | 9         | 40.794                   | 61,20      | 667              | 5710       | Thionville                            |
| Metz-1                 | 1⁄3       | 39.079                   | 11,47      | 3.407            | 5711       | Metz                                  |
| Metz-2                 | 1⁄3       | 41.066                   | 16,52      | 2.486            | 5712       | Metz                                  |
| Metz-3                 | 1⁄3       | 41.550                   | 13,95      | 2.978            | 5713       | Metz                                  |
| Metzervisse            | 27        | 38.815                   | 234,16     | 166              | 5714       | Thionville                            |
| Montigny-lès-Metz      | 6         | 45.150                   | 28,86      | 1.564            | 5715       | Metz                                  |
| Le Pays messin         | 49        | 42.168                   | 375,92     | 112              | 5716       | Metz                                  |
| Phalsbourg             | 56        | 32.186                   | 501,73     | 64               | 5717       | Sarrebourg-Château-Salins             |
| Rombas                 | 14        | 45.722                   | 110,57     | 414              | 5718       | Metz                                  |
| Saint-Avold            | 10        | 37.962                   | 109,41     | 347              | 5719       | Forbach-Boulay-Moselle                |
| Sarralbe               | 48        | 32.761                   | 402,00     | 81               | 5720       | Forbach-Boulay-Moselle, Sarreguemines |
| Sarrebourg             | 46        | 30.053                   | 490,79     | 61               | 5721       | Sarrebourg-Château-Salins             |
| Sarreguemines          | 20        | 43.534                   | 169,67     | 257              | 5722       | Sarreguemines                         |
| Le Saulnois            | 135       | 29.567                   | 1.020,21   | 29               | 5723       | Metz, Sarrebourg-Château-Salins       |
| Le Sillon mosellan     | 7         | 46.133                   | 50,35      | 916              | 5724       | Metz                                  |
| Stiring-Wendel         | 14        | 36.296                   | 97,14      | 374              | 5725       | Forbach-Boulay-Moselle                |
| Thionville             | 1 ⁄2      | 48.963                   | 45,94      | 1.066            | 5726       | Thionville                            |
| Yutz                   | 23 1⁄2    | 50.393                   | 225,58     | 223              | 5727       | Thionville                            |
| Département Moselle    | 725       | 1.050.721                | 6.216,31   | 169              | 57         | –                                     |

## Liste ehemaliger Kantone
Bis zum Neuzuschnitt der französischen Kantone im März 2015 war das Département Moselle wie folgt in 51 Kantone unterteilt:
| Arrondissement   | Kantone |
| ---------------- | --- |
| Boulay-Moselle   | Boulay-Moselle, Bouzonville, Faulquemont                                                                     |
| Château-Salins   | Albestroff, Château-Salins, Delme, Dieuze, Vic-sur-Seille                                                    |
| Forbach          | Behren-lès-Forbach, Forbach, Freyming-Merlebach, Grostenquin, Saint-Avold-1, Saint-Avold-2, Stiring-Wendel   |
| Metz-Campagne    | Ars-sur-Moselle, Maizières-lès-Metz, Marange-Silvange, Montigny-lès-Metz, Pange, Rombas, Verny, Vigy, Woippy |
| Metz-Ville       | Metz-Ville-1, Metz-Ville-2, Metz-Ville-3, Metz-Ville-4                                                       |
| Sarrebourg       | Fénétrange, Lorquin, Phalsbourg, Réchicourt-le-Château, Sarrebourg                                           |
| Sarreguemines    | Bitche, Rohrbach-lès-Bitche, Sarralbe, Sarreguemines, Sarreguemines-Campagne, Volmunster                     |
| Thionville-Est   | Cattenom, Metzervisse, Sierck-les-Bains, Thionville-Est, Thionville-Ouest, Yutz                              |
| Thionville-Ouest | Algrange, Fameck, Florange, Fontoy, Hayange, Moyeuvre-Grande                                                 |